# Боумен-Салливан, Дебби
Дебора Энн (Дебби) Боумен-Салливан (до замужества — Боумен; англ. Deborah Ann (Debbie) Bowman-Sullivan; род. 4 июля 1963, Саутпорт) — австралийская хоккеистка на траве, защитник. Олимпийская чемпионка 1988 года, участница летних Олимпийских игр 1992 года.

## Биография
Дебби Боумен-Салливан родилась 4 июля 1963 года в пригороде Саутпорт австралийского города Голд-Кост.
Начала заниматься хоккеем на траве в 5-летнем возрасте. Первым успехом стало попадание в 1976 году в символическую сборную лучших игроков чемпионата штата Квинсленд. С 16 лет выступала за женскую команду Квинсленда, став самым юным игроком в её истории.
Училась в Австралийском институте спорта.
В 1984 году дебютировала в женской сборной Австралии.
В 1987 году в составе женской сборной Австралии завоевала серебряную медаль Трофея чемпионов в Амстелвене.
В 1988 году вошла в состав женской сборной Австралии по хоккею на траве на летних Олимпийских играх в Сеуле и завоевала золотую медаль. Играла на позиции защитника, провела 5 матчей, забила 4 мяча (два в ворота сборной Южной Кореи, по одному — Канаде и ФРГ). Была капитаном команды.
В 1992 году вошла в состав женской сборной Австралии по хоккею на траве на летних Олимпийских играх в Барселоне, занявшей 5-е место. Играла в поле, провела 5 матчей, мячей не забивала.
22 июня 2000 года была награждена Австралийской спортивной медалью.
По окончании игровой карьеры стала тренером.

## Увековечение
В 2009 году введена в Зал спортивной славы Квинсленда.